# 파트리시아 마모나
파트리시아 음벵가니 브라부 마모나(포르투갈어: Patrícia Mbengani Bravo Mamona, 1988년 11월 21일~)는 포르투갈의 육상 선수로 주 종목은 세단뛰기이다. 2020년 하계 올림픽에서 여자 세단뛰기 은메달을 획득했다.
현재 여자 실외 세단뛰기와 여자 실내 세단뛰기 포르투갈 국가 기록을 보유하고 있다.